# 三菱ふそう・4V系エンジン
三菱ふそう・4V系エンジンは、三菱ふそうトラック・バスによって開発・製造されているエンジンである。

## 概要
従来、4tトラック車型において4気筒エンジンは4M50や4D系エンジンを搭載する事により、軽量化により最大積載量を確保していた。
その後平成17年排出ガス規制以降は6気筒車のみに設定が限定されていたが、6M60比で300kgの軽量化を達成し2007年6月より設定された準中型免許への対応、及び最大積載量4tまでの車型において最大積載量を確保するために開発されたのがこのエンジンである。既存の4D3系を基に、動弁系をOHVのまま4バルブ化したことが特徴である。

## バリエーション

### 4V20
| シリンダー配置 | 直列4気筒OHV16バルブ            |
| 排気量         | 3,907 cc                        |
| ボア           | 104.0 mm                        |
| ストローク     | 115.0 mm                        |
| 圧縮比         |                                 |
| 過給器         | インタークーラー付きターボ      |
| 燃料噴射装置   | ソレノイド式コモンレール        |
| 最高出力       | 125kw(170ps)/2,500r/min         |
| 最高トルク     | 520{N･m}(53.0kgf･m)/ 1,500r/min |

#### 搭載車両
- 三菱ふそう・ファイター - 2018年8月発表。総重量8t車のFKと、準中型免許対応車で総重量7.5tのFK-Aを設定している。